# Magdalena Mouján
Magdalena Araceli Mouján Otaño (1926-2005) là một nhà toán học người Argentina gốc Basque, người tiên phong về khoa học máy tính Argentina, nghiên cứu hoạt động và vật lý hạt nhân, đồng thời là tác giả khoa học viễn tưởng từng đoạt nhiều giải thưởng. 

## Đời sống
Mouján sinh ngày 26 tháng 3 năm 1926, tại Pehuajó (tỉnh Buenos Aires), là cháu gái của nhà văn xứ Basque Pedro Mari Otaño. Sau khi học toán tại Đại học Quốc gia La Plata, bà đã hoàn thành bằng tiến sĩ vào năm 1950. 
Bà tiếp tục giữ các vị trí giảng dạy tại Đại học Công giáo La Plata, Đại học Quốc gia Córdoba, Đại học Quốc gia Comahue và Đại học Quốc gia Luján, với sự gián đoạn tạm thời bắt đầu vào năm 1966 vì Cách mạng Argentina. 
Bà mất vào ngày 17 tháng 7 năm 2005 tại Mar del Plata. 

## Nghiên cứu
Năm 1957, Mouján trở thành một trong bốn thành viên sáng lập của một nhóm nghiên cứu hoạt động do Quân đội Argentina tài trợ và được dẫn dắt bởi nhà toán học Agustín Durañona y Vedia.    Vào những năm 1960, bà gia nhập Ủy ban Năng lượng nguyên tử quốc gia và bắt đầu sử dụng Clementina computer, máy tính khoa học đầu tiên ở Argentina, tại Đại học Buenos Aires.    Các tính toán của bà được sử dụng để giúp xây dựng lò phản ứng hạt nhân RA-1 Enrico Fermi. 

## Viết
Mouján bắt đầu viết tiểu thuyết khoa học vào đầu những năm 1960 dưới bút danh "Inge Matquim".  Một câu chuyện khoa học viễn tưởng của Mouján, "Los Huáqueros", đã giành giải nhất chung cuộc tại Mardelcon, hội nghị khoa học viễn tưởng của Argentina vào năm 1968. 
Một câu chuyện khác của bà, "Gu ta Gutarrak" (tiếng Basque nghĩa là "chúng ta và chúng ta"), được viết để tỏ lòng tôn kính với bài thơ cùng tên năm 1899 của ông nội bà,  và là "châm biếm về huyền thoại dân tộc xứ Basque thời cổ đại. và sự thuần khiết của chủng tộc Basque ".  Nó mô tả những cuộc phiêu lưu của một gia đình xứ Basque du hành thời gian trở về quê hương vào thời của tổ tiên họ.  Câu chuyện được chấp nhận cho số phát hành năm 1970 của tạp chí khoa học viễn tưởng Tây Ban Nha Nueva Dimensión, nhưng ấn phẩm của nó đã bị chế độ Franco chặn vì trái với lý tưởng thống nhất Tây Ban Nha.  Câu chuyện được dịch ra nhiều thứ tiếng, và cuối cùng được Nueva Dimensión tái bản vào năm 1979, sau cái chết của Franco. 